# Georges de Rham
Pour les articles homonymes, voir De Rham.
 (mars 2025).
Georges de Rham (né le 10 septembre 1903 à Roche (Vaud) et mort le 9 octobre 1990 à Lausanne) est un mathématicien et alpiniste suisse connu pour ses contributions à la topologie différentielle.

## Biographie
Originaire de Giez (Vaud), fils de Léon, ingénieur, et de Marie, née Dupasquier, il obtient son bachot au gymnase classique de Lausanne (1921), est licencié en sciences de l'université de Lausanne (1925) et docteur en mathématiques de la faculté des sciences de Paris, où il a Elie Cartan comme directeur de thèse (1931). Privat-docent en 1932 et chargé de cours en 1933, il devient professeur extraordinaire à l'université de Lausanne en 1936, doyen de la Faculté des sciences et enfin professeur ordinaire de 1943 à 1971 (mathématiques pures et analyse mathématique), date à laquelle il est nommé professeur honoraire. Simultanément, il enseigne les mathématiques à l'université de Genève, comme professeur extraordinaire dès 1936 et ordinaire dès 1953.
Il travaille activement au sein du Fonds national de la recherche scientifique dès 1956 et fait partie de la Commission fédérale pour l'encouragement de la recherche. Rédacteur de la Revue suisse de mathématiques il préside la Société suisse de mathématiques, qui le nomme membre d'honneur en 1960. 
En 1931, il a démontré le théorème de de Rham, qui montre que les groupes de cohomologie de de Rham sont des invariants topologiques. 
L'influence de Georges de Rham a été particulièrement forte lors du développement de la théorie de Hodge et de la théorie des faisceaux.
Il a aussi travaillé sur la torsion de Reidemeister (en) des variétés lisses.
Ses cours sur la topologie, l'analyse vectorielle, la théorie des nombres et celle des probabilités ont eu une audience internationale.
Georges de Rham a aussi été l'un des meilleurs alpinistes de Suisse. Membre du Groupe indépendant de haute montagne de Lausanne (GHML) dès 1944, il a ouvert plusieurs voies difficiles, dont certaines dans les Alpes valaisannes (arête sud du Stockhorn de Baltschieder…) et vaudoises (Argentine, Pacheu). On lui doit notamment un topo-guide complet du Miroir d'Argentine, où il a gravi des voies jusqu'en 1980.

## Distinctions
- Docteur honoris causa de l'université de Strasbourg (1954)
- Docteur honoris causa de l'université de Grenoble (1955)
- Docteur honoris causa de l'université de Lyon (1959)
- Docteur honoris causa de l'École polytechnique fédérale de Zurich (1961)
- Membre étranger de l'Académie des Lyncéens, classe des sciences physiques, mathématiques et naturelles (Rome, 1962)
- Président de l'Union mathématique internationale (1963-1966)
- Lauréat du prix de la Fondation Marcel-Benoist pour l'encouragement des recherches scientifiques (1965)
- Membre correspondant de la classe des sciences mathématiques et physiques de l'Académie des sciences de Göttingen (1974)
- Membre associé étranger de la section mathématique de l'Académie des sciences de l'Institut de France (1978)
- Prix de la Ville de Lausanne (1979)
- Prix Nessim-Habif de la Faculté des sciences de l'université de Genève (1983)

## Publications

### Mathématiques
- Topologie générale (en collab. avec Alfred Olza), Genève, Université de Genève - Institut mathématique, 1957
- Cours de théorie des fonctions (en collab. avec Marc-André Nicollerat), 1962
- Cours de théorie des distributions, 1963
- Variétés différentiables : formes, courants, formes harmoniques, Paris, Hermann, 1955, 1982
- Œuvres mathématiques, Genève, L'Enseignement mathématique - Université de Genève, 1981

### Alpinisme
- « An ascent of the South face of the Täschhorn », in Alpine Journal, 54, 1943-1944, p. 395-398
- « Une ascension de la face sud du Täschhorn », in Alpes, 21, 1945, p. 97-102
- « Souvenirs de l'arête Furggen », in Alpes, 41, 1965, p. 132-135
- « Bietschhorn : note sur l'arête sud-est », in Alpes, 53, 1977, p. 208-209